# Kwanja (langue)
Pour les articles homonymes, voir Kwanja.

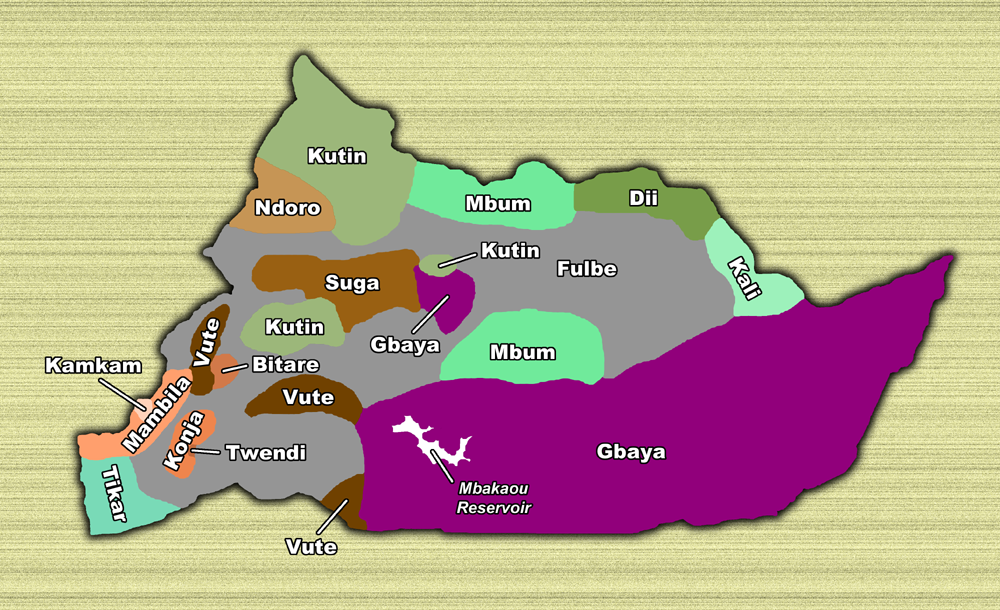
Aire linguistique du konja (en orange) à l'ouest de la Région de l'Adamaoua.

Le kwanja (ou kondja, konja) est une langue bantoïde septentrionale du groupe mambila, parlée dans la région de l'Adamaoua, principalement au sud de Banyo, entre Mayo-Darlé et Bankim, à l'ouest jusqu'à Mbondjanga, à l'est jusqu'à la rivière Mbam.
En 2011 on dénombrait environ 10 000 locuteurs.